# Nicanor Sandström
Nicanor Sandström, född 23 maj 1812 i Skellefteå socken, död 3 november 1875 i Skellefteå stad, var en svensk byggmästare, sjökapten, skeppsbyggmästare och sågverksägare.

## Biografi
Sandström var den andra av åtta söner till  sågverksägaren och skeppsbyggmästaren Johan Sandström (f. 1781) och hans hustru Eva Maria Nilsdotter. Fadern hade Karlgårds varv och "skepp i sjön". Han studerade och tog en enklare examen i byggnadsbranschen. Vid 21 års ålder var han sjökapten.
Vid 24 års ålder gifte han sig med Anna Lovisa Westling, dotter till inspektoren och sågverksdelägaren J. P. Westling i Lund och hans hustru Brita Marg. Sundström. I första äktenskapet hade Sandström tre döttrar: Nina Lovisa (f. 1837), Aurora Gustava (f. 1839) som senare gifte sig med docenten Daniel Klockhoff och Selma (f. 1841). Den yngsta dottern avled 1844.
År 1836 köpte han tillsammans med kapten Jonas Petter Pettersson Strömsörs herrgård av Carl Olof Furtenbach. Två år senare köpte han ut Pettersson och lät då uppföra  en ny huvudbyggnad på herrgården.
År 1841 avled både Sandströms maka och far. Han fick då mycket att göra på grund av arvet efter fadern. Medan han arbetade var döttrarna Nina och Stava bosatta hos morföräldrarna Westling. De undervisades men Sandström menade att de behövde en grundligare bildning och de flyttade till sin far som 1847 bosatt sig vid Johannisfors såg i Klutmark. Strömsörs herrgård med dess varv hade han samma år sålts till Seth Mikael Franzén. En guvernant anställdes, Anna Fredrika Christina Braun (f. 1827), dotter till kapten Carl Vilhelm Ottosson Braun och hans hustru Christina Hård af Torestorp och som tillhörde den adliga ätten 1091, som han senare gifte sig med. I äktenskapet föddes sonen Helge Nicanor (f. 1856) som senare uppfann optometern. 
I slutet av sitt liv bosatte han sig i Skellefteå stad dit han flyttade Johannisfors kontorsbyggnad och inrättade som bostad. Bostaden står kvar och kallas numer Lugnet. Han avled den 3 november 1875.

## Karriär
År 1836 köpte Sandström och sjökapten J. P. Pettersson Strömsörs herrgård där de samma år uppförde Strömsörs varv. Han byggde bland annat Markstedt & Söners första fartyg Concordia och några år senare Andrea Vilhelmina. Hans fartyg uppskattades dock inte av Skellefteborna som kallade dem "långhalsetrön" eller "långhalsade tranor". Han var verksam vid fyra olika varv; Sunnanå, Carlgård, Strömsör och Alderholmen.
I början av 1840-talet var han delaktig i grundandet av Skellefteå stad. Han bidrog  med 100 Riksdaler till kostnaden för att sända representanter till Kungl. Maj:t för att avstyrka deras anhållanden om en stad. Vidare var han en av de 19 verksägare, handlande och hantverkare som 1841 skriftligen anhöll om att få anlägga en stad på Norrböle bys ägor.
Johannisfors sågverk grundades av Sandströms far, men det var först efter att Sandström flyttat till Johannisfors kom arbetet med sågen igång, det sägs vara den första ångsågen i Västerbotten. Sandström var rastlös och kom med nya projekt så som anläggandet av en tunnel vid sågen. Under missväxtåren på 1850-talet ordnade han mat till den hungrande befolkningen som främst kom från Lappmarken. Utspisningen sköttes av maskinisten Berglunds fru. År 1857 skrev han att "man i en gård vid Lappmarksgränsen påträffat en moder och tre barn, döda och döende, modern med en hötapp i munnen".
Sågverket övergick med tiden till firman Säve-Leffler-Smith i Stockholm men Sandström var fortsatt aktieägare och disponent. Sågen flyttades dock senare till Sävenäs såg. År 1859 blev Sandström istället disponent för Lejonströms sågverk. Han lämnade dock uppdraget senast 1868. De sista åren spenderade han med att arbeta med att försöka slutföra olika konstruktioner. Men "de goda dagarna voro förbi och de hårda åren 1866–67, då så många företag i Skelleftebygden ej kunde rida ut stormarna, tvingade även Sandström att ge upp".
Sandström har senare fått en gata uppkallad efter sig i Ursviken, nära den plats där Alderholmens varv låg. Gatan heter Nikanors väg.

## Skepp
År 1835 byggde Sandström briggen Victoria vid Carlgårdsvarvet 1835. Ägare var den danske kaptenen J J Hansen. Året därpå byggde han skeppet Skellefteå vid samma varv. Den var 85 fot (~26 m) lång och byggdes till hovkamrerare Nils Clausén. Clausén sålde året därpå skeppet till grosshandlare Tydén & Kempe i Stockholm och 1838 omtacklades den till brigg och döptes om till Augusta. På Strömsörs varv var Sandström skeppsbyggmästare när skonerten Sylfiden byggdes 1838. Den var 72 fot (~22 m) och såldes till borgaren John Potelly, Gustavia, Saint-Barthélemy. Skonerten fick senare namnet Elisabeth. Samma år byggde han barkskeppet Johan på faderns varv, Carlgårds varv. Den såldes till grosshandlare A E Haeger i Göteborg för 9 170 riksdaler banco, vilket motsvarade 1 170 489 kronor 2023. Johan var 93 fot (~28 m) och döptes senare om till Anna Margaretha. Briggen Helena byggdes 1839 vid Sunnanå skeppsvarv för H Gurrel och J B Wietling från Bremerhaven. Den var 107 fot (~ 33 m) lång och utrustad med två kanoner. Samma år byggde han barkskeppet Louis vid Strömsörs varv. Den såldes till redare i Bremen. Briggen Nordpolen byggdes på Sunnanå varv 1841 och var 95 fot (~29 m) lång. Den såldes ursprungligen till J Furberg i Umeå. Året därpå lät han bygga ett barkskepp till sig själv, Nina, på Strömsörs varv. Skeppet såldes 1849 till Norge.
År 1851 byggdes briggen Frans på Strömsörs varv till konsul Seth Michael Franzén. Skeppet var 107 fot (~ 33 m) och gjorde resor på både Medelhavet och Svarta havet. Det såldes till Norge 1858. Sandström byggde ett till skepp som fick namnet Skellefteå. Skeppet byggdes på Strömsörs varv 1853 och såldes till Seth Mikael Franzén. Det var 110,5 fot (~ 34 m) och rymde en besättning på en skeppare och 14 man. Efter flera ägarbyten förliste Skellefteå i Burma 1858. Briggen Junior byggdes på varvet i Yttervik 1854 för Johan Hällberg Sr, Skellefteå. Vid jungfruresan avled hans bror, Johan Sandström Jr. Briggen förliste 1875 vid franska atlantkusten.
Zackarias var en fregatt som byggdes vid Strömsörs varv 1855. Sandström var då skeppsbyggmästare. Skeppet var 121,5 fot (~ 37 m) och omtacklades senare till barkskepp. År 1857 byggdes fregattskeppet Nikanor vid Strömsörsvarvet. Ägare var Seth Mikael Franzén som sålde den vidare till Oslo 1865. År 1872 byggde Sandström en brigg vid samma varv. Namnet är okänt. Sandström ritade och konstruerade skeppet Sävenäs som byggdes åren 1874–1875 på Alderholmens varv. Skeppet var 162 fot (~ 49 m) lång, 33 fot (~ 10 m) bred och vägde 768,48 ton. Besättningen utgjordes av 17 man. Den omriggades till barkskepp senast 1889 och såldes till Norge 1893 för cirka 30 000 kr. Den omdöptes därefter till Cato. År 1899 försvann skeppet under en resa i Atlanten.
Ett antal skepp byggdes efter hans död. År 1876 byggdes barkskeppet Concordia på Alderholmens varv. Det vägde 512 ton och såldes till Markstedt & Söner. Sandström konstruerade även barken Antoinette som byggdes vid Alderholmens varv 1878. År 1882 strandade barken i Manilabukten och såldes sedan flera gånger. Den träffades av en tysk ubåt 1916 och brann på Nordsjön.